# Municipio de Taylor (condado de Craighead)
El municipio de Taylor (en inglés: Taylor Township) es un municipio ubicado en el condado de Craighead en el estado estadounidense de Arkansas. En el año 2010 tenía una población de 236 habitantes y una densidad poblacional de 7,99 personas por km².

## Geografía
El municipio de Taylor se encuentra ubicado en las coordenadas 35°43′58″N 90°28′44″O / 35.73278, -90.47889. Según la Oficina del Censo de los Estados Unidos, el municipio tiene una superficie total de 29.54 km², de la cual 29,41 km² corresponden a tierra firme y (0,44 %) 0,13 km² es agua.

## Demografía
Según el censo de 2010, había 236 personas residiendo en el municipio de Taylor. La densidad de población era de 7,99 hab./km². De los 236 habitantes, el municipio de Taylor estaba compuesto por el 94,49 % blancos, el 1,69 % eran amerindios, el 0,42 % eran asiáticos, el 3,39 % eran de otras razas. Del total de la población el 4,66 % eran hispanos o latinos de cualquier raza.